# Snow Dome (berg)
Snow Dome is een berg op de Continental Divide in het Columbia-ijsveld. Snow Dome is met een hoogte van 3456 meter van groot hydrologisch belang voor Noord-Amerika en geeft zijn water af aan de Grote Oceaan via de Columbiarivier, aan de Noordelijke IJszee via de Athabascarivier en aan de Hudsonbaai via de North Saskatchewan-rivier.
Over de berg liggen de grenzen van het nationaal park Jasper en het Banff, en de Canadese provincies Alberta en British Columbia.
De berg kreeg zijn naam in 1898 van J. Norman Collie gezien de sneeuwkap van het bergmassief gelijkenis vertoonde met een koepel ("dome" is koepel" in het Engels).